# Даєнн Голландс
Даєнн Голландс (англ. Dianne Hollands; нар. 11 травня 1983) — колишня новозеландська тенісистка.
Найвищу одиночну позицію світового рейтингу — 623 місце досягла 7 грудня 2009, парну — 474 місце — 25 листопада 2013 року.
Здобула 5 парних титулів туру ITF.
Завершила кар'єру 2014 року.

## Фінали ITF
| Турніри $100,000 |
| Турніри $75,000  |
| Турніри $50,000  |
| Турніри $25,000  |
| Турніри $10,000  |

### Одиночний розряд (0–1)
| Результат | Ранг | Дата          | Місце          | Покриття | Суперниця       | Рахунок  |
| --------- | ---- | ------------- | -------------- | -------- | --------------- | -------- |
| Поразка   | 1.   | 30 липня 2012 | Форт-Верт, США | Тверде   | Елізабет Ферріс | 1–6, 1–6 |

### Парний розряд (5–4)
| Результат | Ранг | Дата           | Місце                          | Покриття | Партнерка          | Суперниці                         | Рахунок           |
| --------- | ---- | -------------- | ------------------------------ | -------- | ------------------ | --------------------------------- | ----------------- |
| Перемога  | 1.   | 14 серпня 2007 | Білефельд, Німеччина           | Ґрунт    | Каді Пулер         | Леоні Мекел Манана Шапакідзе      | 6–2, 6–4          |
| Поразка   | 1.   | 21 січня 2008  | Рексем, Велика Британія        | Ґрунт    | Elena Kulikova     | Мартіна Бабакова Івета Герлова    | 6–3, 3–6, [9–11]  |
| Поразка   | 2.   | 23 травня 2010 | Ландісвілл (Пенсільванія), США | Тверде   | Тіффані Велфорд    | Александра Мюллер Гейл Бродскі    | 6–4, 5–7, [2–10]  |
| Поразка   | 3.   | 26 червня 2011 | Клівленд, США                  | Ґрунт    | Шіха Уберой        | Брук Остін Брук Болендер          | 6–7(2–7), 3–6     |
| Перемога  | 2.   | 3 липня 2011   | Баффало, США                   | Ґрунт    | Шіха Уберой        | Пауліна Біґос Бріттані Вовчук     | 7–5, 6–4          |
| Перемога  | 3.   | 25 червня 2012 | Паттая, Таїланд                | Тверде   | Тайра Келдервуд    | Ден Меннін Чжао Цяньцянь          | 6–1, 6–3          |
| Поразка   | 4.   | 2 липня 2012   | Паттая, Таїланд                | Тверде   | Тайра Келдервуд    | Ходзумі Ері Танака Марі           | 6–4, 4–6, [10–12] |
| Перемога  | 4.   | 5 серпня 2012  | Форт-Верт, США                 | Тверде   | Маколл Гаркінс     | Анаміка Бгаргава Елізабет Ферріс  | 7–6(8–6), 6–4     |
| Перемога  | 5.   | 29 липня 2013  | Шарм-еш-Шейх, Єгипет           | Тверде   | Анастасія Харченко | Кім Кілсдонк Ніколетте ван Ейтерт | 3–6, 6–4, [10–8]  |